# تونسيون
التونسيون، أو التوانسة (الدارجة التونسية)، هم سكان ومواطني الجمهورية التونسية في شمال أفريقيا، يتحدثون العربية باللهجة الدارجة التونسية ويشتركون في ثقافة وهوية تونسية مشتركة. بالإضافة إلى ذلك، نشأ المجتمع مع الهجرة الحديثة، لا سيما في أوروبا الغربية، في فرنسا وإيطاليا وألمانيا. الغالبية العظمى من التونسيين من أصول عربية وبربرية.

## التاريخ

### إيالة تونس
خلال القرنين السابع عشر والتاسع عشر، خضعت إفريقية للحكم الإسباني ثم العثماني واستضافت المهاجرين الموريسكيين ثم الإيطاليين منذ 1609. اندمج التونسيون رسمياً بالدولة العثمانية سنة 1574 حيث سمي الأخير البلاد باسم إيالة تونس.
في ظل حكم الدولة العثمانية، جرى تقسيم الدولة الحفصية التونسية حيث فقدت إفريقية أراضيها في الغرب (قسنطينة) والشرق (طرابلس)، وبذلك توزع التونسيون على أراضى ثلاثة إيالات عثمانية مختلفة. في القرن التاسع عشر، أصبح حكام تونس المستقلة عمليا عن العثمانيين على دراية بالجهود المستمرة للإصلاح السياسي والاجتماعي في العاصمة العثمانية. بعد ذلك، حاول باي تونس، وفقاً لمعاييره الخاصة والتي كانت بدورها مستوحاة من النموذج التركي، إجراء إصلاح تحديثي للمؤسسات والاقتصاد. نمت الديون الدولية التونسية بشكل غير قابل للإدارة. كان هذا هو السبب أو الذريعة لتأسيس القوات الفرنسية محمية في تونس عام 1881.
أسفرت قرابة 4 قرون من الحكم التركي وجود سكان من أصل تركي، تاريخياً كان يشار إلى أحفادهم الذكور باسم الكراغلة.

### الجمهورية والثورة
استقلت تونس عن فرنسا في 20 مارس 1956. وتأسست الدولة كملكية دستورية مع تولي باي تونس محمد الثامن الأمين باي ملكاً على تونس. في 1957، ألغى رئيس الوزراء الحبيب بورقيبة النظام الملكي ورسخ حزبه الدستوري الجديد (الحزب الحر الدستوري الجديد). في السبعينيات، ارتفع نمو الاقتصاد التونسي بمعدل جيد للغاية. باكتشاف النفط واستمرار السياحة. وتساوى عدد سكان المدن والريف تقريباً. ومع ذلك، أدت المشاكل الزراعية والبطالة الحضرية إلى زيادة الهجرة إلى أوروبا.
أطيح بالرئيس بورقيبة البالغ من العمر 84 عاماً وحل محله بن علي رئيس وزرائه في 7 نوفمبر 1987. ومع ذلك، سقط نظام بن علي بعد 23 عاماً في 14 يناير 2011، في أحداث الثورة التونسية، في أعقاب المظاهرات التي عمت البلاد والتي عجل بها ارتفاع معدلات البطالة، الغلاء، الفساد، وغياب الحرية السياسة مثل حرية التعبير وظروف المعيشة السيئة.
بعد الإطاحة ببن علي، انتخب التونسيون مجلس تأسيسي لصياغة دستور جديد وحكومة مؤقتة تعرف باسم الترويكا لأنها كانت ائتلافاً من ثلاثة أحزاب؛ حركة النهضة الإسلامية في الصدارة، مع يسار الوسط المؤتمر من أجل الجمهورية وحزب التكتل اليساري كشركاء أقلية. ومع ذلك، استمر الإستياء على نطاق واسع، مما أدى إلى الأزمة السياسية التونسية 2013-2014. نتيجة للجهود التي بذلتها اللجنة الرباعية للحوار الوطني التونسي، أكملت الجمعية التأسيسية عملها واستقالت الحكومة المؤقتة وأجريت انتخابات جديدة في 2014، لاستكمال الانتقال إلى دولة ديمقراطية. مُنحت اللجنة الرباعية للحوار الوطني التونسي جائزة نوبل للسلام عام 2015 «لمساهمتها الحاسمة في بناء ديمقراطية تعددية في تونس في أعقاب الثورة التونسية عام 2011».
إلى جانب التغييرات السياسية، التي أدت إلى اعتراف تونس بالديمقراطية في 2014، جلبت هذه الأحداث أيضاً تغييرات مهمة في الثقافة التونسية بعد 2011.

## السكان
التأثير العثماني كان مهماً بشكل خاص في تكوين المجتمع التركي التونسي، فقد هاجرت شعوب أخرى أيضاً إلى تونس خلال فترات زمنية مختلفة، بما في ذلك الأفارقة من جنوب الصحراء الكبرى واليهود والمستوطنون الفرنسيون. ومع ذلك، بحلول 1870، كان التمييز بين الجماهير التونسية الناطقة بالعربية والنخبة التركية غير واضح. هناك أيضاً مجموعة صغيرة من البربر الأصليين (1٪ كحد أقصى) تسكن في جبال الظاهر وفي جزيرة جربة في الجنوب الشرقي وفي منطقة خمير الجبلية في الشمال الغربي.
من أواخر القرن التاسع عشر إلى ما بعد الحرب العالمية الثانية، كانت تونس موطناً لعدد كبير من الفرنسيين والإيطاليين (255.000 أوروبي في 1956)، على الرغم من أن جميعهم تقريباً، إلى جانب السكان اليهود، غادروا بعد استقلال تونس. يرجع تاريخ اليهود في تونس إلى حوالي 2600 عام. في 1948 كان عدد السكان اليهود يقدر بنحو 105.000 نسمة، لكن بحلول 2013 بقي حوالي 900 فقط.

### كرومسوم واي
يدرج هنا مجموعات هابلوغروب كروموسوم واي البشري في تونس.
| هابلوغروب | n   | B    | E1a | E1b1a | E1b1b1 | E1b1b1a3 | E1b1b1a4 | E1b1b1b | E1b1b1c | F    | G    | I    | J1    | J2   | K    | P,R  | R1a1 | R1b1a | R1b1b | T    |
| الواسم    |     |      | M33 | M2    | M35    | V22      | V65      | M81     | M34     | M89  | M201 |      |       | M172 |      |      |      | V88   | M269  | M70  |
| تونس      | 601 | 0.17 | 0.5 | 0.67  | 1.66   | 3        | 3.16     | 62.73   | 1.16    | 2.66 | 0.17 | 0.17 | 16.64 | 2.83 | 0.33 | 0.33 | 0.5  | 1.83  | 0.33  | 1.16 |

## الثقافة التونسية
تعد الثقافة التونسية نتاج أكثر من ثلاثة آلاف عام من التاريخ وتدفق هام متنوع الأعراق. كونت تونس القديمة حضارة كبرى عبر التاريخ. ساهمت الثقافات والحضارات المختلفة والسلالات المتتالية المتعددة في ثقافة البلاد على مر القرون بدرجات متفاوتة من التأثير. ومن بين هذه الثقافات القرطاجية - حضارتها الأم، الرومانية (الأفارقة الرومان)، الوندالية، اليهودية، المسيحية، العربية، الإسلامية، التركية والفرنسية، بالإضافة إلى الأمازيغية. هذا المزيج الفريد من الثقافات جعل من تونس، بموقعها الجغرافي الاستراتيجي في البحر المتوسط، مركزاً لبعض الحضارات العظيمة في ماري نوستروم.
تتنوع عناصر الثقافة التونسية الهامة، التي تمثل تراثاً فريداً ومختلطاً. يمكن لمس هذا التراث عن كثب في: المتاحف مثل متحف باردو وفي التباين والتنوع في الهندسة لعمارة المدينة مثل سيدي بوسعيد أو مدينة تونس وفي المأكولات مثل الجبن والكرواسون الفرنسي والموسيقى التي تعكس التأثيرات الأندلسية والعثمانية، كذلك في الأدب والسينما والدين والفنون والرياضة وغيرها من مجالات الثقافة التونسية.

### التنوع الثقافي

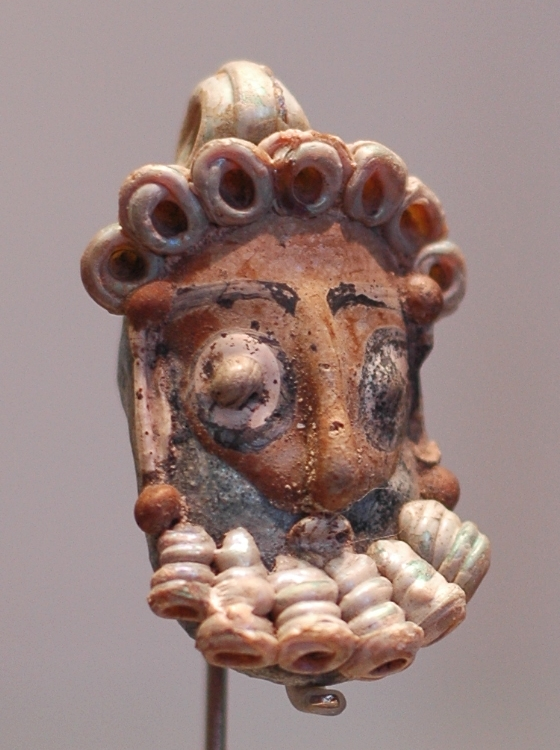
تميمة تونسية

في أطروحته الدراسية حول السياسة الثقافية التونسية، قضى رفيق سعيد إلى أن «هذه المنطقة الصغيرة نسبياً أنتجت تركات وتداخلات ثقافية ومواجهات أخلاقية وعقائدية عبر تاريخها.» بينما أشارت جانيس رودس ديليدال إلى الثقافة التونسية بصفتها «عالمية» وقالت إنه «لا يمكن اعتبار تونس ضمن فئة المستعمرات الأخرى»، بسبب تنوع الثقافات المتأصلة في التراث التونسي عبر العصور.

### الرموز الثقافية
تعد الهوية الوطنية قوية وقد ثبت أن الجهود التونسية لخلق ثقافة وطنية كانت أقوى مما كانت عليه في القرن التاسع عشر. يشار باستمرار إلى الثقافة والتراث الوطنيين بالرجوع إلى التاريخ الحديث للبلاد، لا سيما بناء الدولة الحديثة التي أعقبت الحماية الفرنسية منذ الخمسينيات. يحتفل بذلك من خلال الأعياد الوطنية، عبر أسماء الشوارع التي تذكر الشخصيات التاريخية أو التواريخ الرئيسية أو موضوعات الأفلام أو الوثائقيات.

### العلم
يغلب اللون الأحمر على علم تونس الوطني الذي يتكون من دائرة بيضاء في منتصفه تحتوي على هلال أحمر حول نجمة خماسية. استخدمت الأسرة الحفصية علماً مشابهاً خلال العصور الوسطى وكان يتألف من هلال أبيض متجه إلى الأعلى ونجمة بيضاء خماسية، لكن بدلاً من اللون الأحمر، تميز العلم باللون الأصفر. قد يسترجع الهلال والنجمة أيضاً العلم العثماني كإشارة إلى تاريخ تونس كجزء من الدولة العثمانية. يذكر ويتني سميث أن الهلال وضعّ كرمز لأول مرة وفق المعايير والمباني في جمهورية قرطاج. ومنذ ظهورهما على العلم العثماني، تبنتهما دولاًً إسلامية على نطاق واسع وأصبحا يُعرفا كرموز إسلامية، في حين أنهما في الواقع قد يكونا رموزاً ثقافية. وبالمثل، فغالباً ما صورت الشمس مع الهلال على القطع الأثرية القرطاجية القديمة المرتبطة بالديانة القرطاجية القديمة، خاصةً مع تانيت.

### شعار الدولة
أما بالنسبة لشعار الدولة الوطني، فقد اعتُمدّ رسمياً في 1861 وتضمن نسخة منقحة في 21 يونيو 1956 ثم أخرى في 30 مايو 1963. يحتوي الجزء العلوي على قارب شراعي قرطاجي في البحر بينما الجزء السفلي منقسم رأسياً وعلى اليمين يصور أسد أسود يمسك سيفاً فضياً. إضافة إلى لافتة تحمل الشعار الوطني: «حرية، نظام، عدالة».

### الياسمين

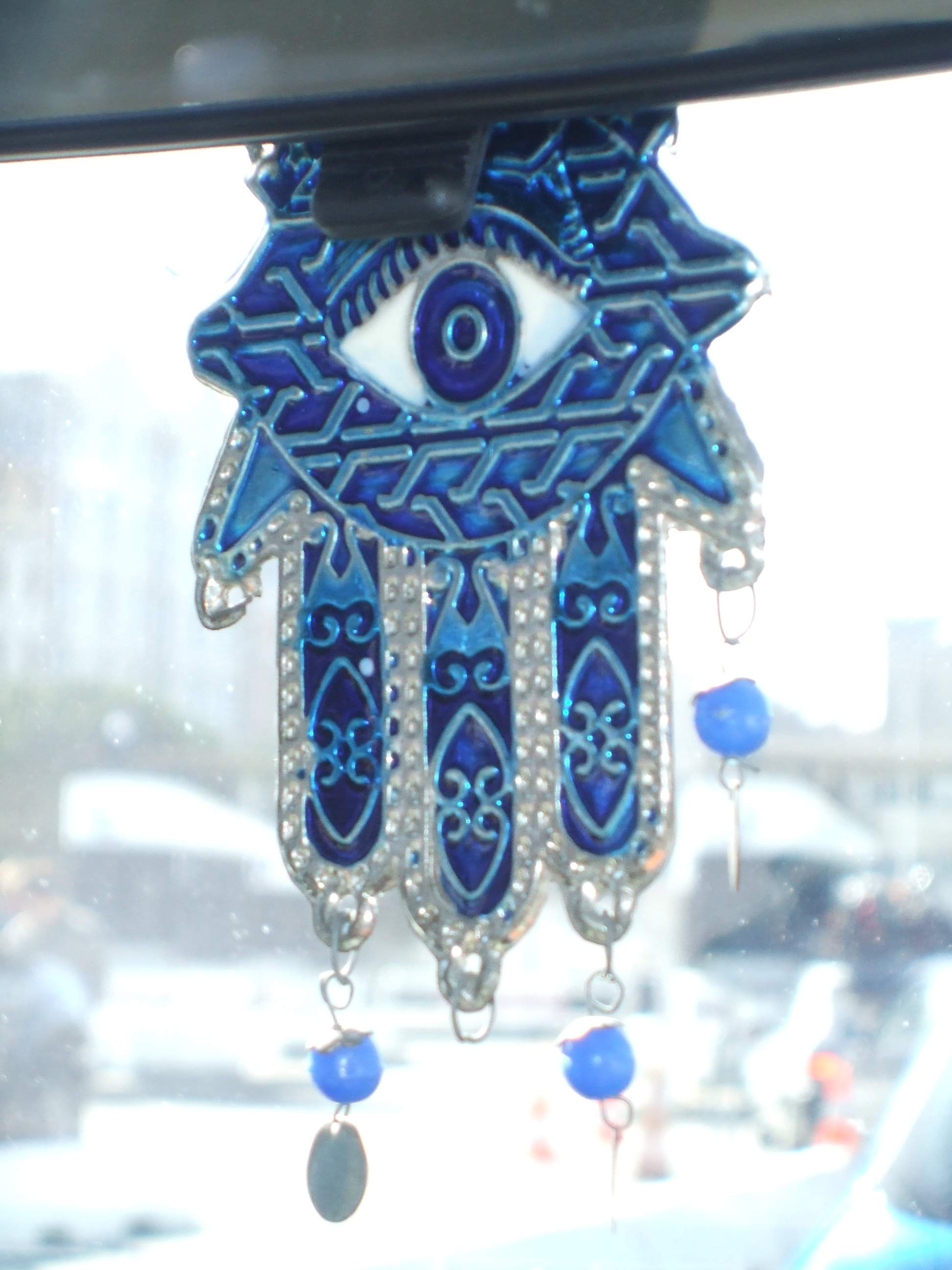
خمسة تونسية

جلبه الأندلسيون في القرن السادس عشر، فأصبح الياسمين الزهرة الوطنية لتونس. يبدأ قطفه عند الفجر ولاحقاً بحلول الظلام، عندما يجمع الصبية الصغار باقات صغيرة منه، ثم يبيعونها فيما بعد للمارة في الشارع أو لسائقي السيارات الذين يتوقفون عند التقاطعات.
علاوة على ذلك، فإن الياسمين هو علامة للغة إشارة بعينها. فالرجل الذي يضع الياسمين على أذنه اليسرى يشير على أنه أعزب، بالإضافة إلى أن تقديم الياسمين الأبيض يعتبر دليلاً على الحب بينما على نقيض ذلك، فإن تقديم الياسمين الشتوي عديم الرائحة هو علامة على الوقاحة.

### الخمسة
تُعتبر الخمسة تميمة على شكل نخلة تشتهر في تونس وفي بلاد المغرب عامةً وتُستخدّم في المجوهرات والمُعلقات الجدارية عادةً.

من أساسيات اللباس التقليدي للمرأة التونسية

 وهي تصور الكف اليمنى منبسطة وذلك رمز معروف ومُستخدم مراراً كعلامة على الحماية عبر التاريخ، حيث يُعتقد أن الخمسة تقدم الحماية من عين الحسد. ويُفترض أن أصولها ترجع إلى قرطاج (تونس الحالية) وربما ارتبطت بالإلهة تانيت.

### رمز تانيت
يُعد رمز تانيت رمزاً مجسماً موجوداً على العديد من الأطلال الأثرية للحضارة القرطاجية. لا يزال رمز الإلهة تانيت واسمها مُستخدمّين بكثرة في الثقافة التونسية مثل عادة أمك طنقو أو جائزة التانيت الذهبي السينمائية الكبرى. كذلك ربطّ بعض الباحثين اسم العاصمة تونس واسم الدولة المعاصرة وشعبها بالتبعية، بالإلهة الفينيقية تانيث (تانيت أو تانوت)، حيث سُميّت العديد من المدن القديمة على أسماء الآلهة الراعية.

### اللغة
يتحدث معظمه تقريباً الدارجة التونسية كلغتهم الأم بالإضافة . لى إتقان البعض الفرنسية. بينما تشتق مفرداتها غالباً من التحريف الصَرفِيّ للعربية، الفرنسية، التركية، الإيطالية واللغات الإسبانية. هذا التعدد اللغوي داخل تونس وفي الخارج يجعل التناوب اللغوي والخلط بين الدارجة التونسية والفرنسية والإنجليزية أو لغات أخرى في الكلام اليومي شائعاً بين التونسيين.
علاوة على ذلك، ترتبط الدارجة التونسية ارتباطاً وثيقاً باللغة المالطية، التي تنحدر من الدارجة التونسية والصقلية العربية.

### فن الطهو

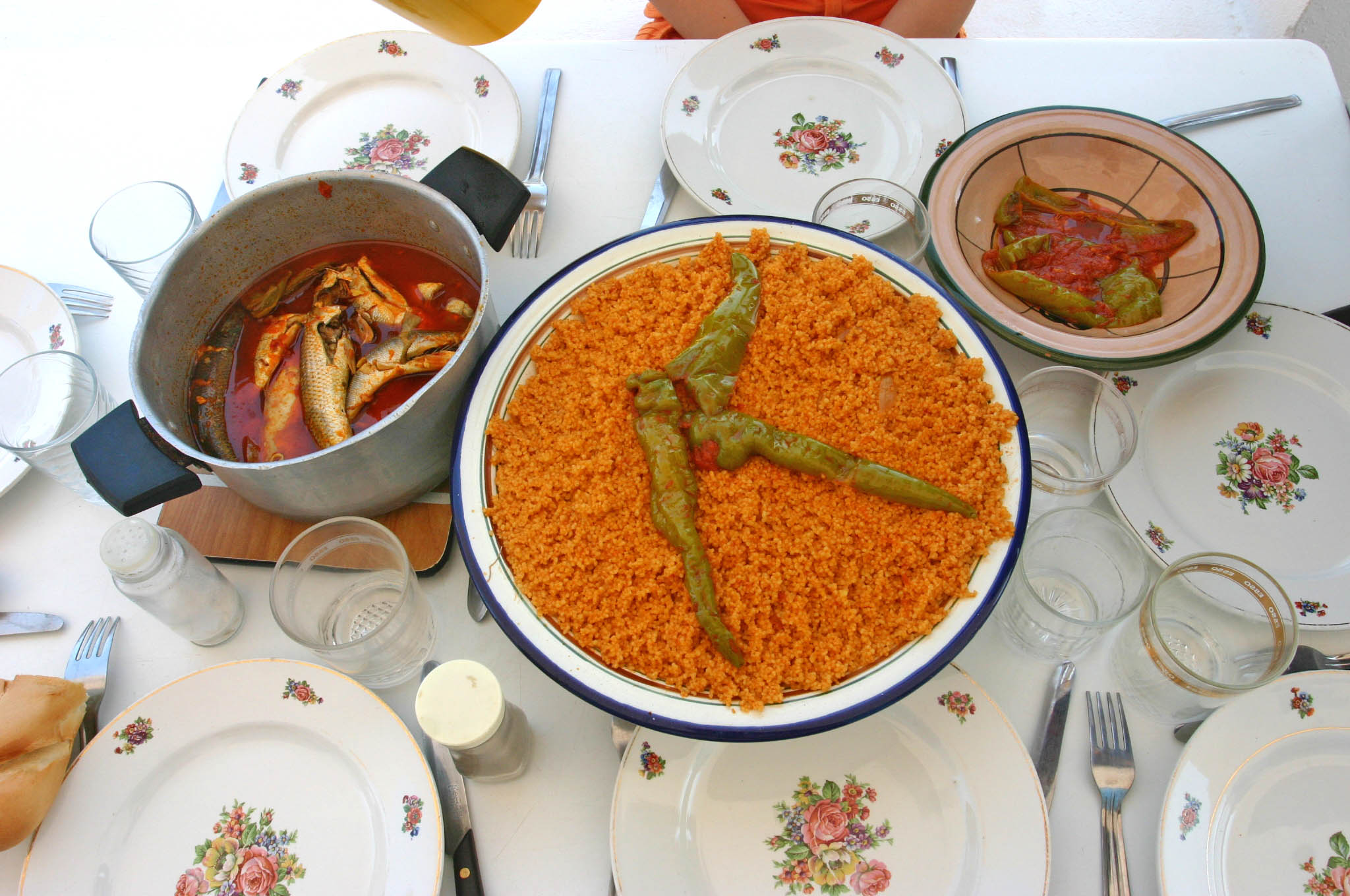
كُسكُس مُقدم مع سمك قرقني

يُشكل المطبخ التونسي مزيجاً من المأكولات المتوسطية وتقاليدها. ويستمد حرارته الحريفة المميزة من دول البحر المتوسط المجاورة والعديد من الحضارات التي حكمت الأرض التونسية: كالرومانية، الوندالية، البيزنطية، العربية، الإسبانية، التركية، الإيطالية (الصقلية)، الفرنسية والشعوب الأصلية البونيقية البربرية. يدخل في الطعام التونسي مجموعة متنوعة من المكونات وبطرق مختلفة. الكسكس هو الطبق الرئيسي الذي يُقدم في تونس وهو يُعد من الحبوب الصغيرة المطبوخة والتي عادة ما تُقدّم مع اللحوم والخضروات. يستخدم التونسيون في الطبخ أيضاً، مجموعة متنوعة من النكهات مثل: زيت الزيتون، اليانسون، الكزبرة، الكمون، الكراوية، القرفة، الزعفران، النعناع، البرتقال، الزهر وماء الورد.
كحال كل الثقافات المتوسطية، تقدم الثقافة التونسية «المطبخ الشمسي»، الذي يعتمد أساساً على زيت الزيتون والتوابل والطماطم والمأكولات البحرية (مجموعة واسعة من الأسماك) واللحوم من تربية (الحملان).

### العمارة
يُعبَّر عن العمارة التونسية تقليدياً في نواح مختلفة من تونس من خلال العمارة الرومانية والعمارة الإسلامية. عبر العديد من المباني، تُشكِل القيروان مركزاً لحركة معمارية تعبر عن العلاقة بين الأبنية والروحانية بالتزيين الزُخرُفي للمباني الدينية في المدينة المقدسة. أما في جربة، فتعكس الهندسة المعمارية مثل قصبة الكاف قدر التأثير الصوفي العسكري والروحي في المنطقة.

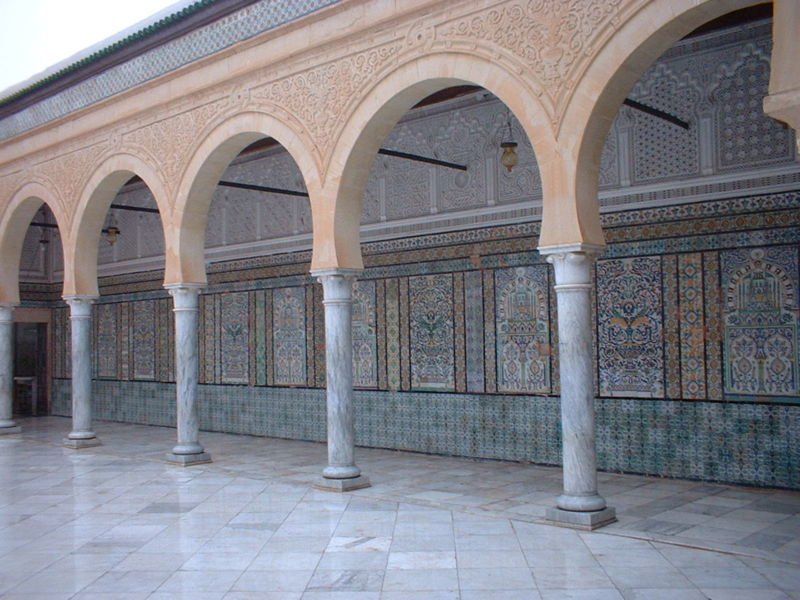
أحد أروقة مقام أبي زمعة البلوي، القيروان

يُبرِز الدور المؤثر للسلالات المختلفة التي حكمت البلاد، لا سيما في بناء مدن وعواصم رقادة والمهدية، دور السياق الجغرافي-السياسي في التاريخ المعماري للبلاد. وعليه، نَمّت العديد من القلاع الأصلية التي كانت تحمي الساحل من الغزوات البيزنطية لتصبح مدناً، مثل المنستير أو سوسة أو لمطة.
تُعتّبر مدينة تونس من مواقع التراث العالمي لليونسكو وهي مثال نموذجي للعمارة الإسلامية. أما في المناطق الواقعة بين موانئ بنزرت وغار الملح، فقد استعاد الملوك الكاثوليك المستوطنات التي أسسها المور الفارون من الأندلس والتي تتمتع بتأثُر مسيحي أكبر.

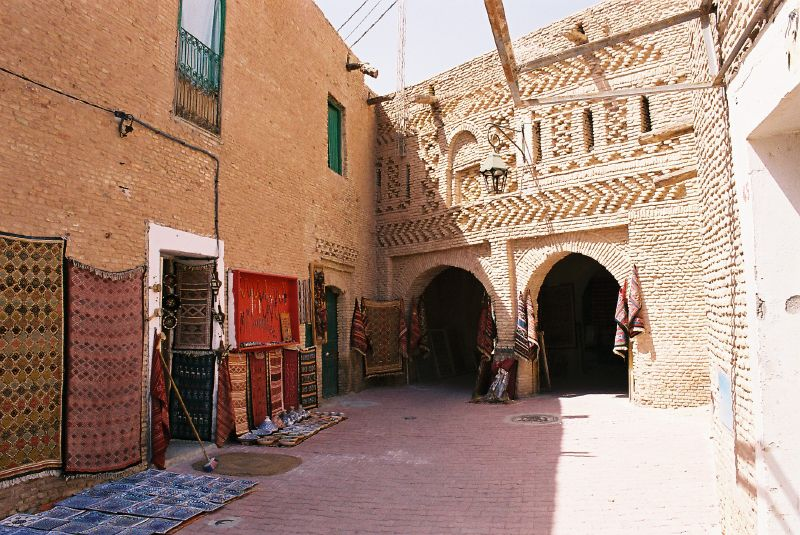
مدينة توزر

نظراً للطبيعة العالمية للمدن التونسية، فقد احتفظت بتنوع وتقارب الأساليب. صَمّمّ العديد من المهندسين المعماريين والحرفيين ورواد الأعمال الكثير من المباني خلال فترة الحماية الفرنسية. كان فيكتور فالينسي، جاي رافائيل، هنري صلاح الدين، جوس إلينون وجان إميل-رسبلاندي من أشهر المهندسين المعماريين في ذلك الوقت. هناك خمسة أنماط معمارية وزخرفية مميزة تحظى بشعبية خاصة: تلك ذات الطراز الإنتقائي (الكلاسيكية الجديدة، الباروكية، إلخ..) بين أعوام 1881 و1900 ثم ظهرت مجدداً حتى 1920، عندما ظهر الطراز المغاربي الحديث، بين عامي 1925 و1940 ظهر طراز الفن الزخرفي ثم طراز الحداثة بين عامي 1943 و1947.

### الموسيقى

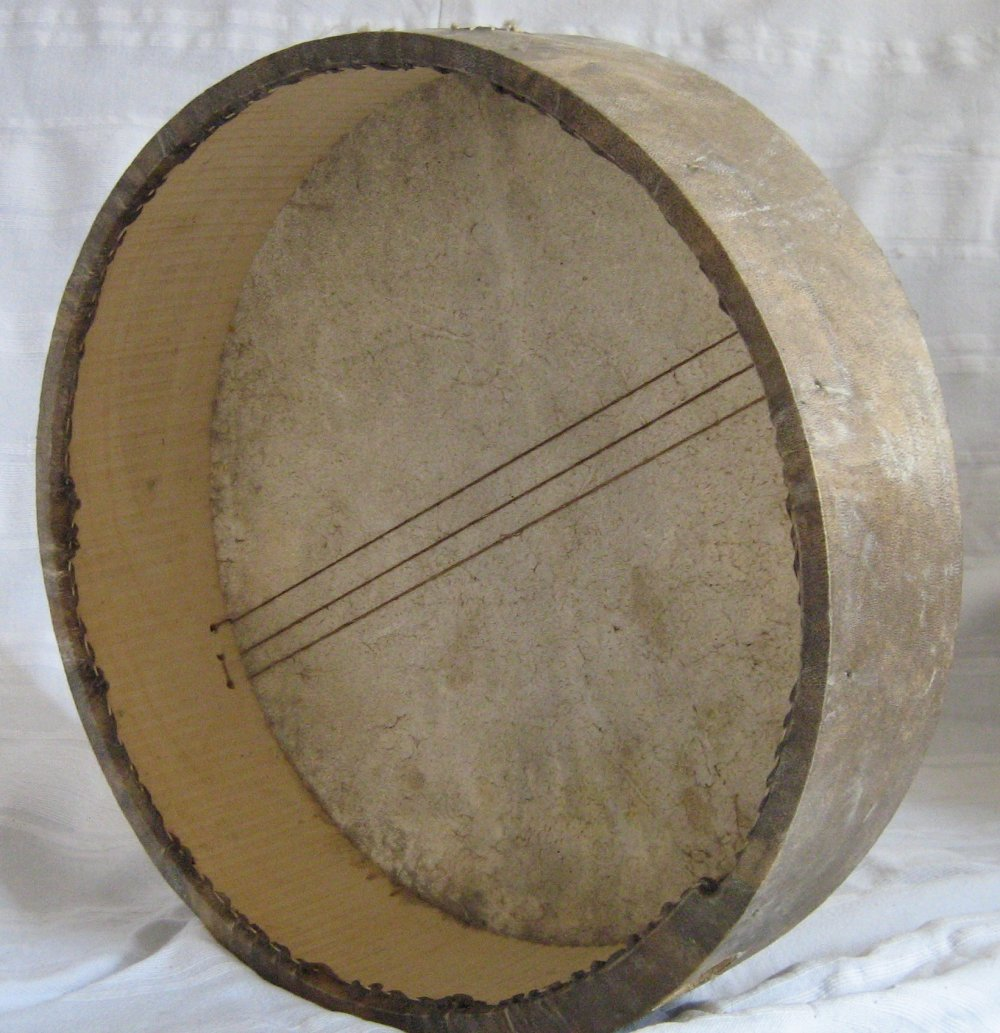
بندير تونسي (دُف بإطار) بأوتار

وفقاً لمحمد عبد الوهاب، تأثرت الموسيقى التونسية بالأغاني الأندلسية القديمة المُطعّمة بالتأثيرات التركية والفارسية واليونانية. يُعد المالوف أحد العلامات البارزة في الموسيقى الكلاسيكية التونسية. وهو ينحدر من عهد الأغالبة في القرن الخامس عشر ويوصف بأنه نوع خاص من الموسيقى الأندلسية. تُستخدم الآلات الوترية (الكمان، العود والقانون) وآلات الإيقاع (الدربوكة) في المناطق الحضرية، بينما قد يصاحبها أيضاً، آلات مثل المزود والقصبة والزرنة في المناطق الريفية.
غيرّ ظهور أنماط جديدة من الموسيقى العرقية والارتجالية منذ أواخر التسعينيات المشهد الموسيقي في تونس. في الوقت نفسه، ينجذب غالبية السكان إلى الموسيقى ذات الأصول الشامية (المصرية أو اللبنانية أو السورية). حققت الموسيقى الغربية الشعبية أيضاً نجاحاً كبيراً مع ظهور العديد من الفرق والمهرجانات، بما في ذلك موسيقى الروك والهيب هوب والريغي والجاز.
من أبرز الفنانين التونسيين المعاصرين الهادي حبوبة وصابر الرباعي وظافر يوسف وبلقاسم بوقنة وسنية مبارك ولطيفة. ومن أبرز الموسيقيين الآخرين صالح المهدي وأنور ابرهام وزياد غرسة ولطفي بوشناق.

### السينما
توصف السينما التونسية حالياً كونها واحدة من أكثر السينمات تحرراً وإبداعاً (ومن أكثرها فوزاً بجوائز) في أفريقيا والشرق الأوسط. منذ التسعينيات، أصبحت تونس مكاناً جذاباً للتصوير وظهرت العديد من الشركات التي تخدم صناعة السينما الأجنبية وأصبحت ناجحة. تستضيف تونس أيضاً مهرجان قرطاج السينمائي الذي ينطلق منذ 1966. يُعطي المهرجان الأولوية لأفلام دول أفريقيا والشرق الأوسط. ويعتبر أقدم مهرجان سينمائي في القارة الأفريقية.

### المسرح
على مدار أكثر من قرن من وجوده، استضاف المسرح التونسي أو صنع أسماءاً كبيرة، مثل سارة برنار وبولين كارتون وجيرارد فيليب وجان ماريز على سبيل الذكر لا الحصر. في 7 نوفمبر 1962، كرس الحبيب بورقيبة، الذي كان شقيقه كاتباً مسرحياً، حديثه عن هذا الفن، الذي اعتبره «وسيلة قوية لنشر الثقافة وأكثر وسائل التثقيف الشعبي فعالية». اعتباراً من ذلك التاريخ، يُعتبر 7 نوفمبر اليوم الوطني التونسي للمسرح.

### الرقص

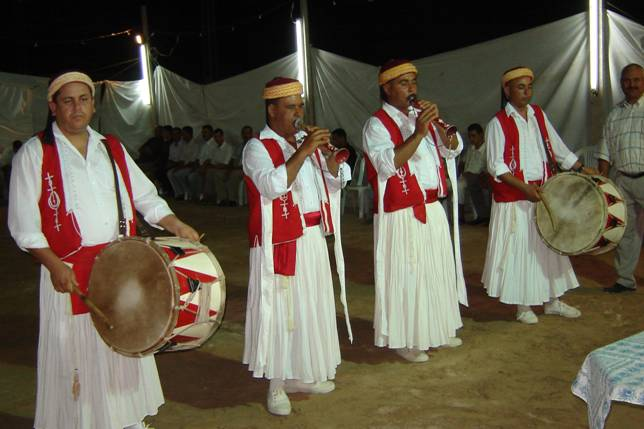
فرقة شعبية بقرقنة

قد يعكس تنوع الرقصات التي يؤديها التونسيون تدفقات المهاجرين الذين اجتازوا البلاد على مر القرون. على هذا النحو، جَلبّ الفينيقيون الأوائل معهم أغانيهم ورقصاتهم، التي تترسخ جذورها في منطقة تونس، في حين خلفّ الرومان آثاراً فنية أقل بالمقارنة مع مساهمتهم المعمارية. تأثرت الرقصات الدينية بالصوفية ولكنها بحلول نهاية القرن الخامس عشر، أصبحت تدريجياً أندلسية برقصاتها وموسيقاها الحضرية.
وصل الرقص الشرقي لاحقاً مع العثمانيين، على الرغم من أن بعض الخبراء في تاريخ فن شمال غرب إفريقيا ذكروا إنه جاء إلى تونس عن طريق القراصنة الأتراك الأوائل في القرن السادس عشر بينما يدعي آخرون أن أصل هذا الرقص يرجع إلى عصر النظام الأمومي في بلاد ما بين النهرين وبدعه الفينيقيون الأوائل. هذا الشكل من الرقص الشرقي الذي يُمارس عادة في تونس يعتمد على حركات الحوض المنسجمة والحركة البارزة لرفع الذراعين أفقياً مع حركة القدمين بإيقاع ونقل الثُقل إلى الساق اليمنى أو اليسرى.
تُعتبر النوبة التونسية، الأكثر تجذراً في الفلكلور الشعبي وترتبط بالراقصين من قرقنة وجربة بدرجة أقل. حيث يدعي بعض الخبراء أن لباسهم من أصل يوناني. تُنظّم الرقصة في عدة مشاهد وغالباً ما يصاحبها ألعاب بهلوانية بجرار مملوءة بالماء.

### الأدب

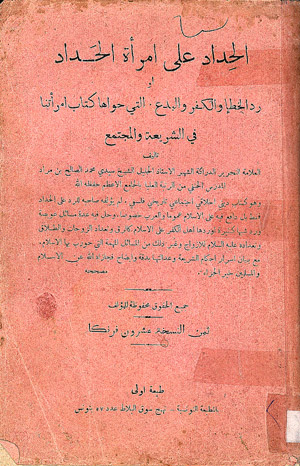
الصفحة الأولى من كتاب الحِداد على امرأة الحَداد (1931) من تأليف محمد الصالح بن مراد (1881-1979)

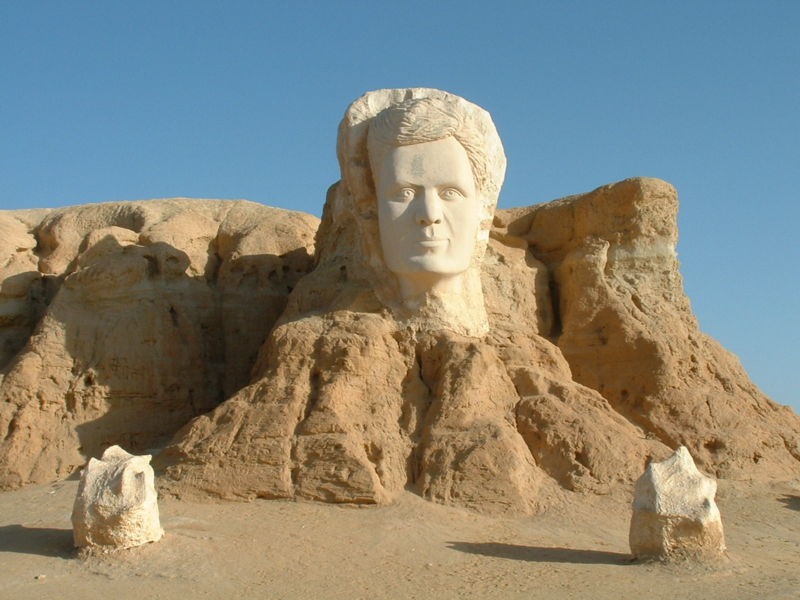
تمثال نصفي لأبي القاسم الشابي في رأس العين (توزر)

من بين الشخصيات الأدبية التونسية علي الدوعاجي الذي أنتج أكثر من 150 قصة إذاعية وأكثر من 500 قصيدة وأغنية شعبية وحوالي 15 مسرحية وبشير خريف وآخرين مثل المنصف غشام ومحمد الصالح بن مراد أو محمود المسعدي. أما بالنسبة للشعر، فغالباً ما يُفضل الشعر التونسي الانفصالية والابتكار مع شعراء مثل أبي القاسم الشابي. أما الأدب فيتميز بنهجه النقدي. وخلافاً لتشاؤم ألبير ميمي، الذي تنبأ بأن الأدب التونسي حُكم عليه بالموت في شبابه،  فهناك عدداً كبيراً من الكتاب التونسيين في الخارج بمن فيهم عبد الوهاب المؤدب، طاهر البكري، مصطفى التليلي، هالة الباجي وفوزي ملاح. وتعد موضوعات الترحال والغربة والأسى محور كتاباتهم الإبداعية.
تورد الببليوغرافيا الوطنية 1.249 كتاباً غير مدرسي صدرّ في 2002 بتونس. وفي 2006، ارتفع هذا الرقم إلى 1.500 و1.700 في 2007. يُصدر نحو ثلث الكتب للأطفال.

### الشتات التونسي
تُظهر إحصائيات ديوان التونسيين بالخارج أن أكثر من 128 ألف أسرة تونسية في أوروبا تُقيم في فرنسا وألمانيا. يُمثل الشباب التونسي (أقل من 16 عام) 25٪ من الجالية التونسية بالخارج. وبالتالي، هناك تّجدُد للشتات التونسي الذي يّبلُغ حالياً جيله الثالث. تُمّثل النساء ما يقرب من 26٪ من إجمالي الجالية. وتقدر نسبتهم في فرنسا بنحو 38.2٪. تّبلُغ نسبة المغتربين الذين تزيد أعمارهم عن 60 عاماً حوالي 7٪.
في الأساس، كان الجزء الأكبر من التونسيين في أوروبا يعملون في قطاعات تتطلب حداً أدنى من المؤهلات. وفي الواقع، كان المهاجرون في الستينيات والسبعينيات أقل تعليماً (معظمهم من المزارعين أو الحرفيين).
لاحقاً، عمل غالبية التونسيين المستقرين في فرنسا في قطاع الخدمات (الفنادق أو المطاعم أو البيع بالتجزئة) أو ترأسوا شركات صغيرة. في 2008، أصبحت تونس أول بلد مغاربي يوقع اتفاق إدارة بشأن تدفق المهاجرين، بدفع من الرئيس نيكولا ساركوزي: فهي لا توفر وصولاً سلساً لما يقرب من 9.000 طالب تونسي مسجلين في المؤسسات الفرنسية وحسب، بل تُقدم أيضاً حوالي 500 من تصاريح الإقامة (titres de séjour) للأفراد المؤهلين تأهيلاً عالياً حتى يتمكنوا من اكتساب الخبرة في فرنسا وهي صالحة لمدة أقصاها ست سنوات.

### شخصيات بارزة في التراث التونسي

#### شخصيات تاريخية بارزة
أبو القاسم الشابي، أبو زكرياء الأول، أحمد باي بن مصطفى، عائشة المنوبية، علي الدوعاجي، علي بن زياد، أسد بن الفرات، أوغسطينوس، عزيزة عثمانة، بشيرة بن مراد، الباجي قايد السبسي، كارلوس مارسيلو، كاتو الأصغر، تشارلز نيكول، شكري بلعيد، قبريانوس القرطاجي، عليسة، فرحات حشاد، جنسريق، الحبيب بورقيبة، حنبعل، حانون القرطاجي، صدربعل برقا، حسان بن النعمان، خير الدين التونسي، ابن أبي زيد، ابن الجزار، ابن خلدون، ابن رشيق القيرواني، إبراهيم الثاني أمير إفريقية، محمد الأمين باي، ماغون (قرطاج)، ماجو برقة، ماكس عزرية، محمد بوعزيزي، محمد براهمي، محمد المنصف باي، مفيدة بورقيبة، محمد الطاهر بن عاشور، أوليفيا قديسة باليرمو، بول صباغ، فيكتور الأول، راضية حداد، رودولف دي إيرلانجر، روجر الثاني ملك صقلية، سحنون، القديسة بربتوا، صفنبعل، ترنتيوس، ترتليان، الرباعي التونسي للحوار الوطني (الجهة الفائزة بجائزة نوبل للسلام 2015) وفيكتور بيريز

#### شخصيات دولية معاصرة
صالح الماجري (الولايات المتحدة)، برتراند ديلانو (فرنسا)، كلود بارتولون (فرنسا)، دوف عطية (فرنسا)، محمد صالح باوندي (الولايات المتحدة)، بورنا جاجاناثان (الولايات المتحدة)، مصطفى التليلي (الولايات المتحدة)، فريد خذر (الولايات المتحدة)، أسامة الملولي (الولايات المتحدة)، ليلى بنت يوسف (الولايات المتحدة)، بوشيدو (ألمانيا)، لوكو دايس (ألمانيا)، سامي العلاقي (ألمانيا)، كلاوديا كاردينالي (إيطاليا)، أنيس بن حتيرة (ألمانيا)، منير شفتر (ألمانيا)، سفيان شاهد (ألمانيا)، نجميدن داجهفوس (ألمانيا)، راني خضيرة (ألمانيا)، سامي خضيرة (ألمانيا)، إلياس مبارك (ألمانيا)، عادل طويل (ألمانيا)، آمال كربول (ألمانيا)، ميشيل بوجناح (فرنسا)، طارق بن عمار (فرنسا)، لام (فرنسا)، نولوين ليروي (فرنسا)، يوهان توزغار (فرنسا)، إسليم (فرنسا)، حاتم بن عرفة (فرنسا)، صادق (فرنسا)، تونيزيانو (فرنسا)، عفيف جنيفان (إيطاليا)، سناء حساينية (كندا)، هندا هيكس (إنجلترا)، محمد الهاشمي الحامدي (إنجلترا)، هند صبري (مصر)، غسان بن جدو (لبنان)، سيريل حنونة (فرنسا)، كيف أدامز (فرنسا) وصابرينا بنتونسي (فرنسا).

### الروابط مع تونس
في تونس، تُنظّم دورات مجانية لتعليم الدارجة التونسية خلال الإجازة الصيفية لأبناء التونسيين المقيمين بالخارج، المتأثرين بشدة بثقافة البلدان التي يُقيمون بها. كما تُنظّم لهم رحلات لاستكشاف الثقافة والتاريخ والحضارة التونسية.